# كأس العالم لكرة الطائرة للرجال 1977
أقيمت كأس العالم لكرة الطائرة للرجال 1977 في نسختها الثالثة في اليابان في الفترة من 7 وحتى 14 نوفمبر.

## الترتيب النهائي
- 1.  الاتحاد السوفيتي
- 2.  اليابان
- 3.  كوبا
- 4.  بولندا
- 5.  الصين
- 6.  بلغاريا
- 7.  كوريا الجنوبية
- 8.  البرازيل
- 9.  المكسيك
- 10.  الولايات المتحدة
- 11.  مصر
- 12.  كندا

## روابط إضافية
- النتائج( نسخة محفوظة 2 أغسطس 2009 على موقع واي باك مشين. 2009-07-21)